# Bishop Briggs

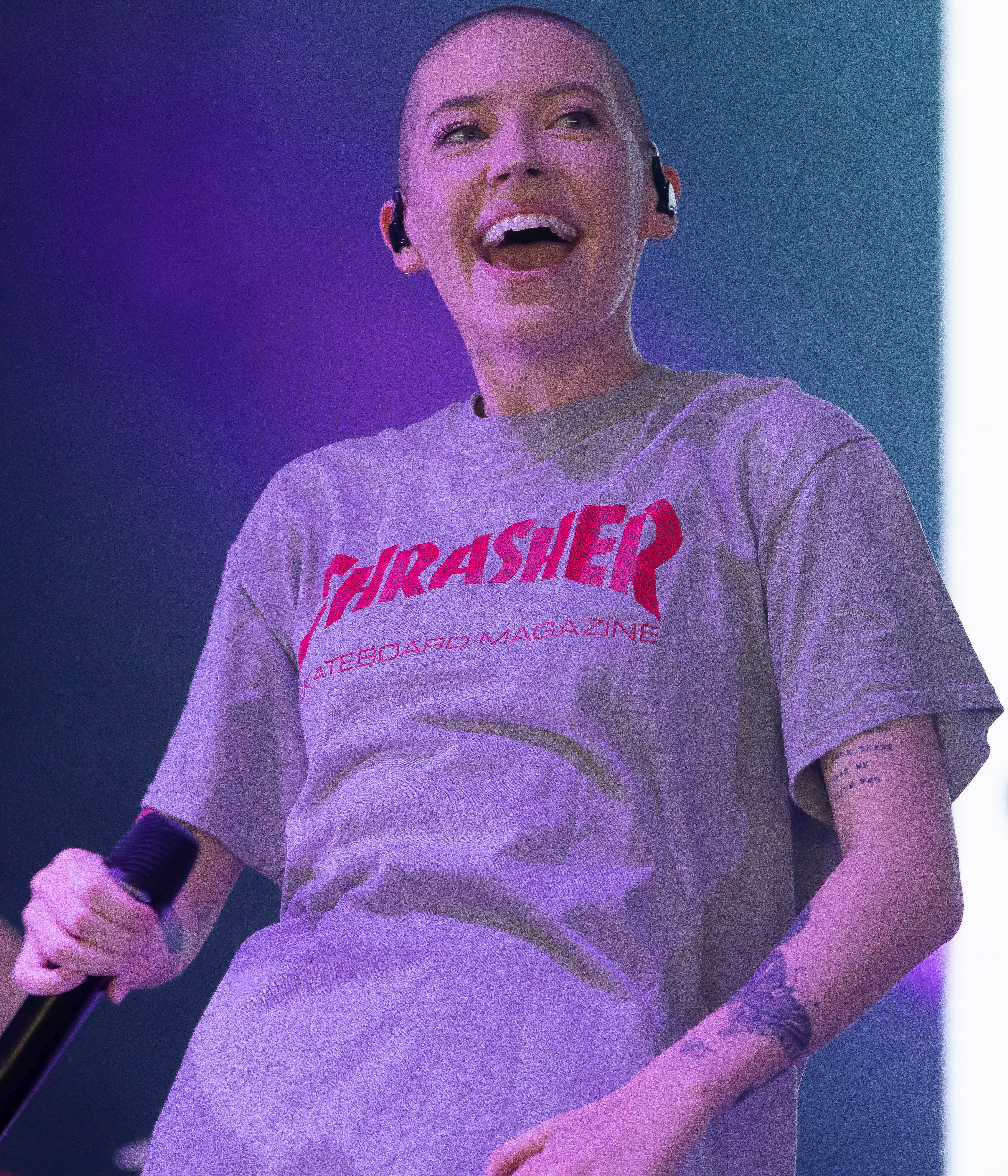
Bishop Briggs 2019-ben

Bishop Briggs (eredeti nevén Sarah Grace McLaughlin; London, 1992. július 18. –) angol énekesnő.

## Életpályája
Szülei a skóciai Bishopbriggs nevű  faluból származnak, innen vette a művésznevét. Gyermekkorát Hongkongban töltötte. Legismertebb dala a 2016-os River, amely felkerült az amerikai Billboard slágerlistára. 2023-ban részt vett a The Masked Singer című műsorban (ez Magyarországon Álarcos énekes címen futott az RTL-en), majd meg is nyerte azt.

## Diszkográfia

### Stúdióalbumok
| Cím             | Részletek                                                                                              | Legmagasabb helyezés a listákon | Legmagasabb helyezés a listákon | Legmagasabb helyezés a listákon | Legmagasabb helyezés a listákon | Legmagasabb helyezés a listákon | Legmagasabb helyezés a listákon |
| Cím             | Részletek                                                                                              | AUS                             | CAN                             | SWI                             | US                              | US Alt.                         | US Rock                         |
| --------------- | --- | ------------------------------- | ------------------------------- | ------------------------------- | ------------------------------- | ------------------------------- | ------------------------------- |
| Church of Scars | - Released: 20 April 2018 - Label: Island - Format: CD, digital download, streaming, vinyl             | 91                              | 56                              | 90                              | 29                              | 5                               | 5                               |
| Champion        | - Released: 8 November 2019 - Label: Island - Format: CD, cassette, digital download, streaming, vinyl | —                               | —                               | —                               | —                               | —                               | —                               |

### EP-k
| Cím                       | Részletek                                                                          | Legmagasabb helyezés a listákon | Legmagasabb helyezés a listákon |
| Cím                       | Részletek                                                                          | US Rock                         | US Heat.                        |
| ------------------------- | ---------------------------------------------------------------------------------- | ------------------------------- | ------------------------------- |
| Bishop Briggs             | - Released: 25 November 2016 - Label: Island - Format: Vinyl                       | —                               | —                               |
| Bishop Briggs – EP        | - Released: 14 April 2017 - Label: Island - Format: Digital download, CD, cassette | 46                              | 5                               |
| When Everything Went Dark | - Released: 23 June 2023 - Label: Arista - Format: Digital download, CD, cassette  | —                               | —                               |

### Kislemezek
| Cím                                                         | Év   | Legmagasabb helyezés a listákon | Legmagasabb helyezés a listákon | Legmagasabb helyezés a listákon | Legmagasabb helyezés a listákon | Legmagasabb helyezés a listákon | Legmagasabb helyezés a listákon | Elismerések                                      | Album                                |
| Cím                                                         | Év   | UK DL                           | CAN Rock                        | CHN                             | SCO                             | US Alt.                         | US Rock                         | Elismerések                                      | Album                                |
| ----------------------------------------------------------- | ---- | ------------------------------- | ------------------------------- | ------------------------------- | ------------------------------- | ------------------------------- | ------------------------------- | ------------------------------------------------ | ------------------------------------ |
| "Wild Horses"                                               | 2015 | —                               | —                               | —                               | —                               | —                               | —                               |                                                  | Bishop Briggs and Church of Scars    |
| "River"                                                     | 2016 | 74                              | 12                              | —                               | 76                              | 3                               | 10                              | - RIAA: 2× Platinum - BPI: Silver - MC: Platinum | Bishop Briggs and Church of Scars    |
| "The Way I Do"                                              | 2016 | —                               | —                               | —                               | —                               | —                               | —                               |                                                  | Bishop Briggs                        |
| "Pray (Empty Gun)"                                          | 2016 | —                               | —                               | —                               | —                               | —                               | —                               |                                                  | Non-album singles                    |
| "Be Your Love"                                              | 2016 | —                               | —                               | —                               | —                               | —                               | 39                              |                                                  | Non-album singles                    |
| "Wild Horses" (re-release)                                  | 2016 | —                               | 38                              | —                               | —                               | 17                              | 21                              |                                                  | Church of Scars                      |
| "The Way I Do" (re-release)                                 | 2017 | —                               | —                               | —                               | —                               | —                               | —                               |                                                  | Bishop Briggs                        |
| "Hi-Lo (Hollow)"                                            | 2017 | —                               | —                               | —                               | —                               | —                               | —                               |                                                  | Church of Scars                      |
| "Dream"                                                     | 2017 | —                               | 45                              | —                               | —                               | 25                              | 30                              |                                                  | Church of Scars                      |
| "Never Tear Us Apart"                                       | 2018 | 92                              | —                               | —                               | 78                              | —                               | 18                              |                                                  | Fifty Shades Freed OST               |
| "White Flag"                                                | 2018 | 79                              | —                               | —                               | 88                              | 16                              | 25                              |                                                  | Church of Scars                      |
| "Baby"                                                      | 2018 | —                               | —                               | —                               | —                               | 29                              | —                               |                                                  | Sablon:Non-album single              |
| "Champion"                                                  | 2019 | —                               | 39                              | 16                              | —                               | 22                              | 20                              |                                                  | Champion                             |
| "Tattoed on My Heart"                                       | 2019 | —                               | —                               | —                               | —                               | —                               | —                               |                                                  | Champion                             |
| "Jekyll & Hide"                                             | 2019 | —                               | —                               | —                               | —                               | —                               | 47                              |                                                  | Champion                             |
| "We Will Rock You"                                          | 2020 | —                               | —                               | —                               | —                               | —                               | —                               |                                                  | rowspan="4" Sablon:Non-album singles |
| "Higher"                                                    | 2020 | —                               | —                               | —                               | —                               | —                               | —                               |                                                  |                                      |
| "Walk You Home"                                             | 2020 | —                               | —                               | —                               | —                               | —                               | —                               |                                                  |                                      |
| "Someone Else" (featuring Jacob Banks)                      | 2021 | —                               | —                               | —                               | —                               | —                               | —                               |                                                  |                                      |
| "High Water"                                                | 2022 | —                               | —                               | —                               | —                               | —                               | —                               |                                                  | When Everything Went Dark            |
| "Art of Survival"                                           | 2022 | —                               | —                               | —                               | —                               | —                               | —                               |                                                  | rowspan="2" Sablon:Non-album singles |
| "Revolution"                                                | 2022 | —                               | —                               | —                               | —                               | —                               | —                               |                                                  |                                      |
| "Superhuman"                                                | 2022 | —                               | —                               | —                               | —                               | —                               | —                               |                                                  | When Everything Went Dark            |
| "Cheer"                                                     | 2022 | —                               | —                               | —                               | —                               | —                               | —                               |                                                  | Sablon:Non-album single              |
| "Baggage"                                                   | 2023 | —                               | 49                              | —                               | —                               | —                               | —                               |                                                  | When Everything Went Dark            |
| "—" denotes singles that did not chart or were not released |      |                                 |                                 |                                 |                                 |                                 |                                 |                                                  |                                      |

### Vendégként
| Cím                                              | Év   | Legmagasabb helyezés a listákon | Legmagasabb helyezés a listákon | Legmagasabb helyezés a listákon | Album             |
| Cím                                              | Év   | US Alt                          | US Rock                         | CAN Rock                        | Album             |
| ------------------------------------------------ | ---- | ------------------------------- | ------------------------------- | ------------------------------- | ----------------- |
| "So Tied Up" (Cold War Kids feat. Bishop Briggs) | 2017 | 12                              | 28                              | 48                              | L.A. Divine       |
| "friends*" (Moby Rich & Bishop Briggs)           | 2020 | —                               | —                               | —                               | Non-album singles |